# Cantó de Chambray-lès-Tours
El cantó de Chambray-lès-Tours és un cantó francès del departament de l'Indre i Loira, situat al districte de Tours. Té 5 municipis i el cap és Chambray-lès-Tours.

## Municipis
- Chambray-lès-Tours
- Cormery
- Esvres
- Saint-Branchs
- Truyes

## Història
| Data d'elecció                           | Identitat          | Partit        | Qualitat |
| ---------------------------------------- | ------------------ | ------------- | -------- |
| 1985-2001                                | James Bordas       | DL            |          |
| 2001-                                    | Jean-Claude Landré | Divers gauche |          |
| les dades anteriors no són pas conegudes |                    |               |          |
|                                          |                    |               |          |